# Marcelo Signorelli
Marcelo Américo Signorelli (8 gennaio 1963) è un allenatore di pallacanestro ed ex cestista uruguaiano con cittadinanza italiana.

## Carriera
Ha guidato l'Uruguay ai Campionati americani del 2017.

## Palmarès

### Allenatore
- Campionato uruguaiano: 2

Bigua: 2007-08
Hebraica Macabi: 2011-12
- Serie C2: 1

Arona: 2004-05